# Епархия Кампече
Епархия Кампече (лат. Dioecesis Campecorensis) — епархия Римско-католической церкви с центром в городе Сан-Франсиско-де-Кампече, Мексика. Епархия Кампече входит в митрополию Юкатана. Юрисдикция епархии распространяется на весь штат Кампече. Кафедральным собором епархии Кампече является церковь Непорочного Зачатия Пресвятой Девы Марии.

## История
24 марта 1895 года Римский папа Лев XII издал буллу Praedecessorum nostrorum, которой учредил епархию Кампече, выделив её из епархии Юкатана.

## Ординарии епархии
- епископ Francisco Plancarte y Navarrette (17.09.1895 — 28.11.1898)
- епископ Rómulo Betancourt y Torres (31.08.1900 — 21.10.1901)
- епископ Francisco de Paula Mendoza y Herrera (11.12.1904 — 7.08.1909), назначен архиепископом Дуранго
- епископ Jaime de Anasagasti y Llamas (12.11.1909 — 3.10.1910)
- епископ Vicente Castellanos y Núñez (7.02.1912 — 26.08.1921)
- епископ Francisco María González y Arias (21.04.1922 — 30.01.1931)
- епископ Luís Guízar y Barragán (27.11.1931 — 9.10.1938)
- епископ Alberto Mendoza y Bedolla (15.07.1939 — 28.02.1967)
- епископ José de Jesús García Ayala (27.04.1967 — 9.02.1982)
- епископ Héctor González Martínez (9.02.1982 — 4.02.1988)
- епископ Carlos Suárez Cázares (1.06.1988 — 18.08.1994)
- епископ José Luis Amezcua Melgoza (9.05.1995 — 9.06.2005)
- епископ Ramón Castro Castro (8.04.2006 — 15.05.2013), назначен епископом Куэрнаваки
  - Sede Vacante

## Источник
- Annuario Pontificio, Libreria Editrice Vaticana, Città del Vaticano, 2003, ISBN 88-209-7422-3